# Saab 900 Speedster
Saab 900 Speedster – samochód koncepcyjny zbudowany przez szwedzkiego producenta samochodów osobowych Saab w 1984 roku w jednym egzemplarzu.

## Historia i opis modelu
Wnętrze pojazdu wyposażone jest w czerwoną skórzaną tapicerkę, która wykorzystana została do pokrycia foteli, boczków drzwi, a także deski rozdzielczej i koła kierownicy. W desce rozdzielczej pod panelem regulacji siły nawiewu umieszczony został shifter składający się z 20. małych ekraników na którym wyświetlane są wszystkie kontroli (m.in. kontrolka akumulatora, świateł drogowych, hamulca postojowego, niskiego poziomy płynu do spryskiwaczy itp.). Stacyjka umieszczona została w charakterystycznym dla marki miejscu - pomiędzy fotelami. Elementy wymienne deski rozdzielczej tj. zegary i pokrętła zostały zapożyczone z modelu 900. Zegary pojazdu składają się z prędkościomierza wyskalowanego do 350 km/h oraz obrotomierza. 

### Ciekawostki
- Jedyny egzemplarz pojazdu znajduje się w posiadaniu francuza - Vincent Villanueva, który był jednym z założycieli sieci dealerskiej marki Saab w Bayonne[1]
- Latem 2007 roku auto miało przebieg 48 431 mil[2]